# Вальтер Гресснер
Вальтер Гресснер (Walther Graeßner; 31 січня 1891, Магдебург — 16 липня 1943, Троппау) — німецький воєначальник, генерал піхоти вермахту. Кавалер Лицарського хреста Залізного хреста.

## Біографія
24 березня 1909 року вступив в Прусську армію. Учасник Першої світової війни. Після демобілізації армії залишений в рейхсвері. З 26 серпня 1939 року — командир запасних частин 17-го військового округу. З 9 листопада 1939 року — командир 187-ї дивізії, сформованої з його частин, з 6 лютого 1940 по 1 січня 1942 року — 298-ї піхотної дивізії, з 19 лютого 1942 року — 12-го армійського корпусу. 16 лютого 1943 року важко поранений і 18 лютого відправлений в резерв. Помер від ран.

## Звання
- Фанен-юнкер (24 березня 1909)
- Фенріх (21 грудня 1909)
- Лейтенант (22 серпня 1910)
- Оберлейтенант (27 січня 1916)
- Гауптман (20 березня 1922)
- Майор (1 квітня 1931)
- Оберстлейтенант (1 квітня 1934)
- Оберст (1 січня 1936)
- Генерал-майор (1 жовтня 1939)
- Генерал-лейтенант (1 жовтня 1941)
- Генерал піхоти (1 червня 1942)

## Нагороди
- Залізний хрест 2-го і 1-го класу
- Хрест «За військові заслуги» (Ліппе)
- Почесний хрест ветерана війни з мечами
- Медаль «За вислугу років у Вермахті» 4-го, 3-го, 2-го і 1-го класу (25 років)
- Застібка до Залізного хреста 2-го і 1-го класу
- Лицарський хрест Залізного хреста (27 жовтня 1941)
- Медаль «За зимову кампанію на Сході 1941/42»